# Campionato AMA di motocross 2007
Il Campionato AMA di motocross 2007 è la 36ª edizione del campionato nazionale statunitense di motocross. È organizzato dalla federazione nazionale American Motorcyclist Association (AMA).

## Round del 2007
|    | Stato         | Località       | Pista                         | Data           |
| -- | ------------- | -------------- | ----------------------------- | -------------- |
| 1  | California    | Sacramento     | Hangtown Classic              | 19/20 maggio   |
| 2  | Pennsylvania  | Mt. Morris     | High Point Raceway            | 26/27 maggio   |
| 3  | Massachusetts | Southwick      | Motocross 338                 | 09/10 giugno   |
| 4  | Maryland      | Budds Creek    | Budds Creek Motocross park    | 16/17 giugno   |
| 5  | Michigan      | Buchanan       | Red Bud Track 'n' Rail        | 1º luglio      |
| 6  | New York      | New Berlin     | Unadilla Valley Sports Center | 14/15 luglio   |
| 7  | Colorado      | Lakewood       | Thunder Valley Motocross Park | 21/22 luglio   |
| 8  | Washington    | Washougal      | Washougal Motocross Park      | 28/29 luglio   |
| 9  | Minnesota     | Millville      | Spring Creek Motocross Park   | 11/12 agosto   |
| 10 | Pennsylvania  | Delmont        | Steel City Raceway            | 25/26 agosto   |
| 11 | Texas         | Wortham        | Freestone County Raceway      | 01/2 settembre |
| 12 | California    | San Bernardino | Glen Helen Raceway Park       | 08/9 settembre |

## Motocross
L'edizione del 2007 della classe regina americana, la "Motocross" (ex 250), ha visto una situazione di equilibrio dopo anni di dominio da parte di Ricky Carmichael e James Stewart Jr..
Il titolo è stato assegnato a Grant Langston nell'ultimo round della stagione; anche la classifica finale evidenzia questa situazione di equilibrio, i primi 4 piloti sono racchiusi in 22 punti. La stagione è stata costellata da incidenti più o meno gravi che hanno tolto dai giochi piloti del calibro di Stewart, Millsaps e Tedesco.
Questa stagione ha visto anche la presenza di Ricky Carmichael, il campione uscente, part time, il pilota della Suzuki ha partecipato a 6 gare su 12, vincendo tutte quelle da lui disputate.

### Piloti iscritti alla "Motocross" nel 2007
|     | Pilota            | Stato       | Costruttore | Moto      |
| --- | ----------------- | ----------- | ----------- | --------- |
| 4   | Ricky Carmichael  | Florida     | Suzuki      | RM-Z 450  |
| 7   | James Stewart Jr. | Florida     | Kawasaki    | KX-F 450  |
| 8   | Grant Langston    | California  | Yamaha      | YZ-F 450  |
| 14  | Kevin Windham     | Mississippi | Honda       | CR-F 450R |
| 16  | Tim Ferry         | Florida     | Kawasaki    | KX-F 450  |
| 29  | Andrew Short      | Texas       | Honda       | CR-F 450R |
| 800 | Mike Alessi       | California  | KTM         | SX-F 450  |

### Classifica finale
| Pos | Pilota            | Moto     | SAC 1 | SAC 2 | MMO 1 | MMO 2 | STW 1 | STW 2 | BDC 1 | BDC 2 | BCN 1 | BCN 2 | NBE 1 | NBE 2 | LWD 1 | LWD 2 | WHL 1 | WHL 2 | MLV 1 | MLV 2 | DEL 1 | DEL 2 | WRT 1 | WRT 2 | SBE 1 | SBE 2 | Punti |
| --- | ----------------- | -------- | ----- | ----- | ----- | ----- | ----- | ----- | ----- | ----- | ----- | ----- | ----- | ----- | ----- | ----- | ----- | ----- | ----- | ----- | ----- | ----- | ----- | ----- | ----- | ----- | ----- |
| 1   | Grant Langston    | Yamaha   | 6     | 5     | 7     | 5     | 3     | 3     | 7     | 7     | 5     | 7     | 3     | 10    | 10    | 9     | 4     | 1     | 2     | 2     | 2     | 1     | 2     | 1     | 1     | 3     | 439   |
| 2   | Mike Alessi       | KTM      | 7     | 8     | 6     | 8     | 11    | 8     | 8     | 5     | 3     | 3     | 2     | 6     | 3     | 3     | 5     | 7     | 4     | 3     | 1     | 3     | 3     | 2     | 2     | 2     | 423   |
| 3   | Andrew Short      | Honda    | 8     | 6     | 5     | 6     | 4     | 5     | 5     | 3     | 6     | 5     | 6     | 2     | 2     | 4     | 3     | 4     | 3     | 5     | 5     | 4     | 1     | 5     | 3     | 6     | 421   |
| 4   | Tim Ferry         | Kawasaki | 3     | 3     | 3     | 4     | 37    | 4     | 4     | 8     | 4     | 4     | 5     | 1     | 11    | 1     | 2     | 2     | 8     | 6     | 4     | 7     | 4     | 3     | 4     | 4     | 417   |
| 5   | Kevin Windham     | Honda    | 4     | 9     | 6     | 7     | 16    | 6     | 6     | 9     | 10    | 6     | 1     | 3     | 5     | 11    | 6     | 3     | 5     | 35    | 3     | 2     | 9     | 7     | 5     | 1     | 363   |
| 6   | Ricky Carmichael  | Suzuki   | 2     | 1     | 1     | 1     | 1     | 1     | 2     | 1     | 2     | 1     |       |       |       |       |       |       | 1     | 1     |       |       |       |       |       |       | 291   |
| 7   | James Stewart Jr. | Kawasaki | 1     | 4     | 2     | 2     | 2     | 2     | 1     | 2     | 1     | 2     | 41    | 41    | 4     | 2     | 1     | 35    |       |       |       |       |       |       |       |       | 290   |
| Pos | Pilota            | Moto     | SAC 1 | SAC 2 | MMO 1 | MMO 2 | STW 1 | STW 2 | BDC 1 | BDC 2 | BCN 1 | BCN 2 | NBE 1 | NBE 2 | LWD 1 | LWD 2 | WHL 1 | WHL 2 | MLV 1 | MLV 2 | DEL 1 | DEL 2 | WRT 1 | WRT 2 | SBE 1 | SBE 2 | Punti |

## Motocross Lites

### Piloti iscritti alla "Motocross Lites" nel 2007
|     | Pilota         | Stato      | Costruttore | Moto      |
| --- | -------------- | ---------- | ----------- | --------- |
| 1   | Ryan Villopoto | Washington | Kawasaki    | KX-F 250  |
| 24  | Joshua Grant   | California | Honda       | CR-F 250R |
| 101 | Ben Townley    | California | Kawasaki    | KX-F 250  |

### Classifica finale
| Pos | Pilota         | Moto     | SAC 1 | SAC 2 | MMO 1 | MMO 2 | STW 1 | STW 2 | BDC 1 | BDC 2 | BCN 1 | BCN 2 | NBE 1 | NBE 2 | LWD 1 | LWD 2 | WHL 1 | WHL 2 | MLV 1 | MLV 2 | DEL 1 | DEL 2 | WRT 1 | WRT 2 | SBE 1 | SBE 2 | Punti |
| --- | -------------- | -------- | ----- | ----- | ----- | ----- | ----- | ----- | ----- | ----- | ----- | ----- | ----- | ----- | ----- | ----- | ----- | ----- | ----- | ----- | ----- | ----- | ----- | ----- | ----- | ----- | ----- |
| 1   | Ryan Villopoto | Kawasaki | 1     | 2     | 2     | 2     | 1     | 2     | 1     | 1     | 1     | 1     | 37    | 1     | 1     | 2     | 1     | 3     | 2     | 1     | 3     | 1     | 1     | 1     | 1     | 2     | 544   |
| 2   | Ben Townley    | Kawasaki | 2     | 1     | 10    | 1     | 2     | 1     | 2     | 2     | 2     | 2     | 1     | 3     | 2     | 1     | 2     | 1     | 1     | 2     | 6     | 2     | 6     | 2     | 2     | 1     | 525   |
| 3   | Joshua Grant   | Honda    | 4     | 6     | 1     | 3     | 4     | 5     | 4     | 5     | 4     | 3     | 6     | 5     | 3     | 4     | 6     | 4     | 6     | 10    | 5     | 9     | 15    |       | 37    | 38    | 346   |
| Pos | Pilota         | Moto     | SAC 1 | SAC 2 | MMO 1 | MMO 2 | STW 1 | STW 2 | BDC 1 | BDC 2 | BCN 1 | BCN 2 | NBE 1 | NBE 2 | LWD 1 | LWD 2 | WHL 1 | WHL 2 | MLV 1 | MLV 2 | DEL 1 | DEL 2 | WRT 1 | WRT 2 | SBE 1 | SBE 2 | Punti |